# Leichtathletik-Europameisterschaften 1982/800 m der Frauen

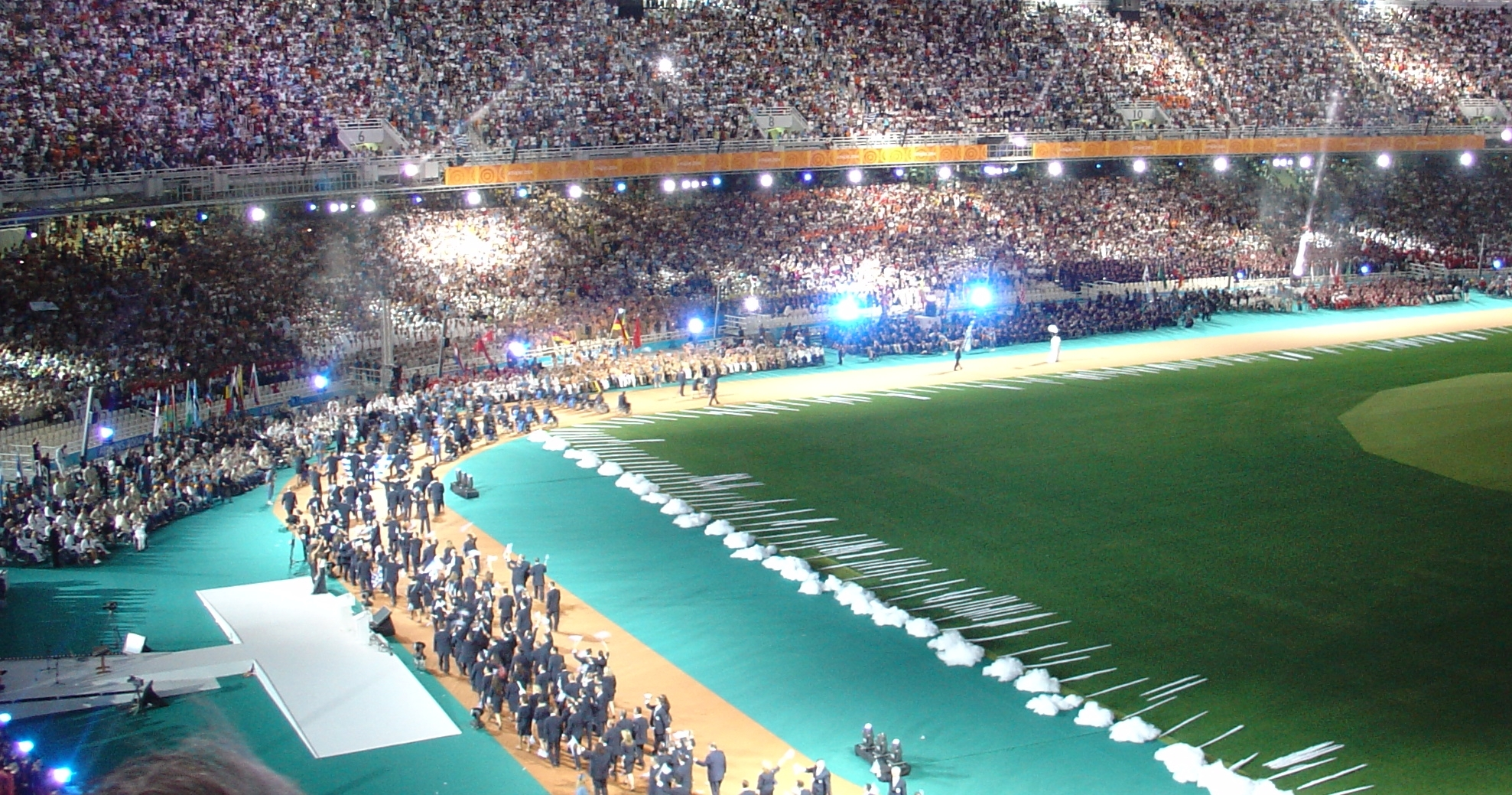
Das Athener Olympiastadion bei der Eröffnung der Paralympics 2004

Der 800-Meter-Lauf der Frauen bei den Leichtathletik-Europameisterschaften 1982 wurde vom 6. bis 8. September 1982 im Olympiastadion von Athen ausgetragen.
Die sowjetischen Läuferinnen errangen in diesem Wettbewerb einen Doppelsieg. Europameisterin wurde die Olympiazweite von 1980 Olga Minejewa. Sie gewann vor Ljudmila Wesselkowa. Die bundesdeutsche Athletin Margrit Klinger gewann die Bronzemedaille.

## Rekorde

### Bestehende Rekorde
| Weltrekord           | 1:54,94 min | Tatjana Kasankina    | OS Montreal, Kanada       | 26. Juli 1976   |
| Europarekord         | 1:54,94 min | Tatjana Kasankina    | OS Montreal, Kanada       | 26. Juli 1976   |
| Meisterschaftsrekord | 1:55,80 min | Tatjana Prowidochina | EM Prag, Tschechoslowakei | 31. August 1978 |

### Rekordverbesserungen
Der bestehende EM-Rekord wurde verbessert und außerdem gab es einen neuen Landesrekord.
- Meisterschaftsrekord: 1:55,41 min – Olga Minejewa (Sowjetunion), Finale am 8. September
- Landesrekord: 1:57,22 min – Margrit Klinger (BR Deutschland), Finale am 8. September

## Legende
Kurze Übersicht zur Bedeutung der Symbolik – so üblicherweise auch in sonstigen Veröffentlichungen verwendet:
| WR | Weltrekord             |
| ER | Europarekord           |
| BR | Bundesdeutscher Rekord |

## Vorrunde
6. September 1982
Die Vorrunde wurde in drei Läufen durchgeführt. Die ersten fünf Athletinnen pro Lauf – hellblau unterlegt – sowie die darüber hinaus zeitschnellste Läuferin – hellgrün unterlegt – qualifizierten sich für das Halbfinale.

### Vorlauf 1
| Platz | Name                | Nation      | Zeit (min) |
| ----- | ------------------- | ----------- | ---------- |
| 1     | Doina Melinte       | Rumänien    | 2:00,87    |
| 2     | Ljudmila Wesselkowa | Sowjetunion | 2:00,92    |
| 3     | Wanda Stefanska     | Polen       | 2:01,13    |
| 4     | Nikolina Schterewa  | Bulgarien   | 2:01,36    |
| 5     | Rosine Wallez       | Belgien     | 2:02,07    |
| 6     | Randi Bjørn         | Norwegen    | 2:04,20    |

### Vorlauf 2
| Platz | Name                | Nation           | Zeit (min) |
| ----- | ------------------- | ---------------- | ---------- |
| 1     | Margrit Klinger     | BR Deutschland   | 2:01,43    |
| 2     | Rawilja Agletdinowa | Sowjetunion      | 2:01,59    |
| 3     | Anne Clarkson       | Großbritannien   | 2:01,59    |
| 4     | Wanja Gospodinowa   | Bulgarien        | 2:02,00    |
| 5     | Zuzana Moravčíková  | Tschechoslowakei | 2:03,15    |
| 6     | Jill McCabe         | Großbritannien   | 2:03,98    |
| 7     | Bernadette Louis    | Frankreich       | 2:05,76    |

### Vorlauf 3
| Platz | Name              | Nation       | Zeit (min) |
| ----- | ----------------- | ------------ | ---------- |
| 1     | Hildegard Ullrich | DDR          | 2:01,24    |
| 2     | Olga Minejewa     | Sowjetunion  | 2:01,29    |
| 3     | Totka Petrowa     | Bulgarien    | 2:01,50    |
| 4     | Jolanta Januchta  | Polen        | 2:01,66    |
| 5     | Elly van Hulst    | Niederlande  | 2:02,37    |
| 6     | Nathalie Thoumas  | Frankreich   | 2:04,99    |
| 7     | Georgia Troubouki | Griechenland | 2:10,15    |

## Halbfinale
7. September 1982
In den beiden Halbfinalläufen qualifizierten sich die jeweils ersten vier Athletinnen – hellblau unterlegt – für das Finale.

### Lauf 1

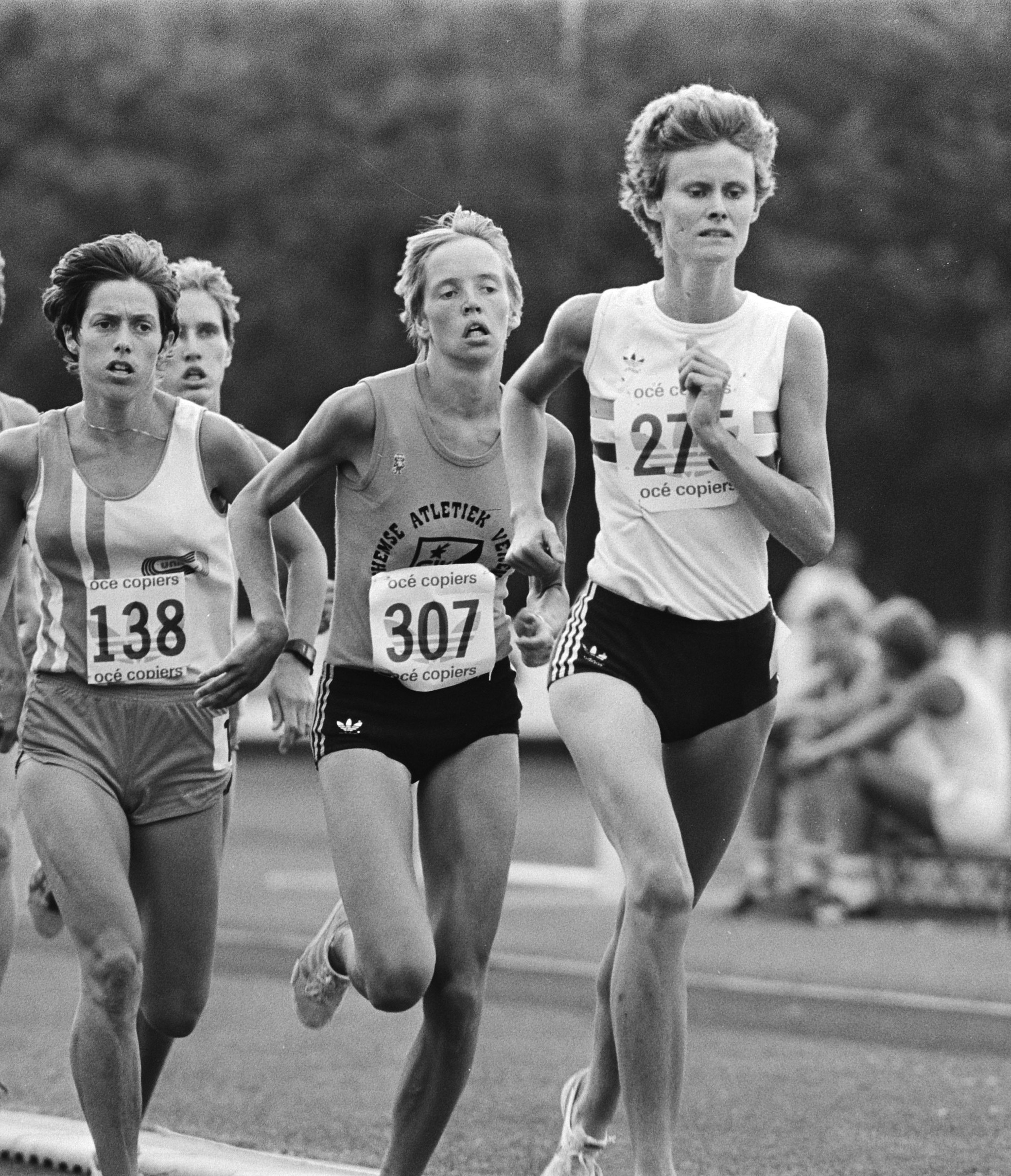
Elly van Hulst (rechts) erreichte als Siebte ihres Halbfinallaufs nicht das Finale, drei Tage später wurde sie Achte über 1500 Meter

| Platz | Name                | Nation         | Zeit (min) |
| ----- | ------------------- | -------------- | ---------- |
| 1     | Hildegard Ullrich   | DDR            | 2:02,44    |
| 2     | Jolanta Januchta    | Polen          | 2:02,50    |
| 3     | Olga Minejewa       | Sowjetunion    | 2:02,65    |
| 4     | Doina Melinte       | Rumänien       | 2:02,71    |
| 5     | Rawilja Agletdinowa | Sowjetunion    | 2:02,82    |
| 6     | Wanja Gospodinowa   | Bulgarien      | 2:03,45    |
| 7     | Totka Petrowa       | Bulgarien      | 2:03,53    |
| 8     | Jill McCabe         | Großbritannien | 2:05,43    |

### Lauf 2
| Platz | Name                | Nation           | Zeit (min)    |
| ----- | ------------------- | ---------------- | ------------- |
| 1     | Ljudmila Wesselkowa | Sowjetunion      | 1:59,00       |
| 2     | Margrit Klinger     | BR Deutschland   | 1:59,05       |
| 3     | Nikolina Schterewa  | Bulgarien        | 1:59,28       |
| 4     | Wanda Stefanska     | Polen            | 1:59,87 NU23R |
| 5     | Anne Clarkson       | Großbritannien   | 2:00,34       |
| 6     | Zuzana Moravčíková  | Tschechoslowakei | 2:02,48       |
| 7     | Elly van Hulst      | Niederlande      | 2:02,62       |
| 8     | Rosine Wallez       | Belgien          | 2:03,70       |

## Finale

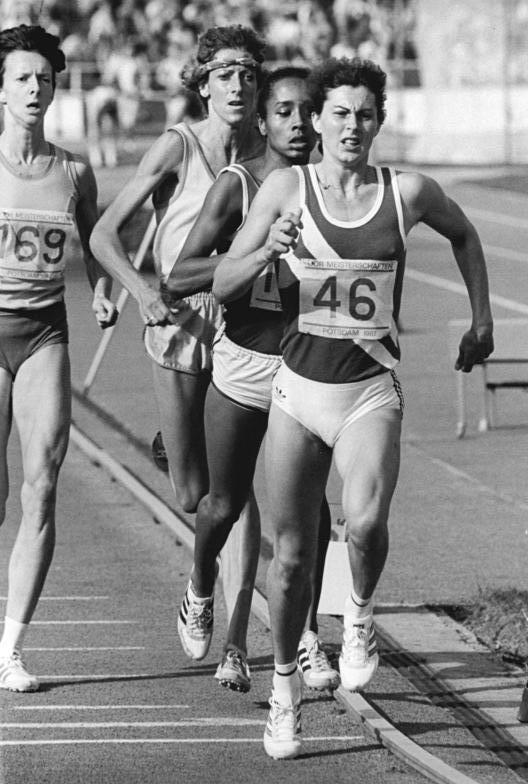
Hildegard Ullrich (Nr. 46), spätere Hildegard Körner, erreichte Platz fünf
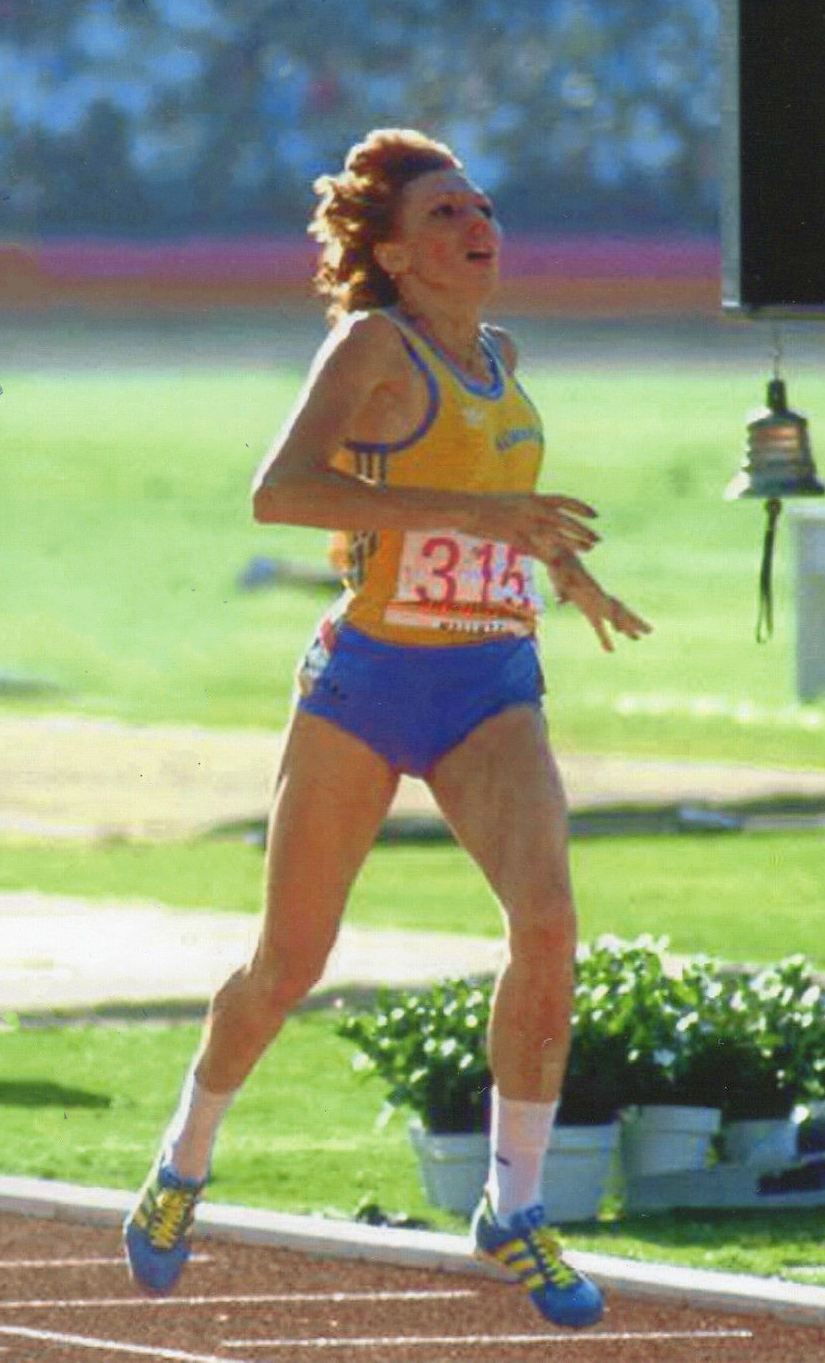
Doina Melinte kam auf den sechsten Platz – bei den Olympischen Spielen 1984 gewann sie Gold über 800 und Silber über 1500 Meter

8. September 1982
| Platz | Name                | Nation         | Zeit (min) |
| ----- | ------------------- | -------------- | ---------- |
| 1     | Olga Minejewa       | Sowjetunion    | 1:55,41 CR |
| 2     | Ljudmila Wesselkowa | Sowjetunion    | 1:55,96    |
| 3     | Margrit Klinger     | BR Deutschland | 1:57,22 BR |
| 4     | Jolanta Januchta    | Polen          | 1:57,92    |
| 5     | Hildegard Ullrich   | DDR            | 1:58,19    |
| 6     | Doina Melinte       | Rumänien       | 1:59,69    |
| 7     | Nikolina Schterewa  | Bulgarien      | 2:01,77    |
| 8     | Wanda Stefanska     | Polen          | 2:03,05    |